# William Shatner
William Shatner, född 22 mars 1931 i Montréal i Québec, är en kanadensisk skådespelare, författare, regissör och artist. Med en karriär som spänner över sju deccenier är han antagligen mest känd för sin genombrottsroll som Kapten James T. Kirk i Star Trek: The Original Series (1966-1969). Han hade svårt att följa upp rollen och var hemlös en period under 1970-talet men kom att få en comeback när han återvände i rollen med långfilmerna Star Trek (1979), Star Trek II – Khans vrede (1982), Star Trek III (1984), Star Trek IV – Resan hem (1986), Star Trek V – Den yttersta gränsen (1989), Star Trek VI – The Undiscovered Country (1991) och Star Trek Generations (1994).
Han skulle också få stor uppmärksamhet utanför Star Trek som polisen T.J. Hooker i TV-serien T.J. Hooker (1982-1986) och som programledare för programmet På liv och död (1989-1996). Med sin medverkan i sista säsongen av serien Advokaterna (2004) och i serien Boston Legal (2004-2008) blev han prisad med två Emmy Awards och en Golden Globe Award. Vid sidan om skådespelarkarriären har han också varit en framgångsrik författare där han förutom flera böcker om sina upplevelser med Star Trek också skapat bokserien TekWar som blivit både film och TV-serie. 
Som musikartist har han släppt 10 fullängdsalbum och utforskat de flesta genrer. Mest känd har han blivit för sina spoken word-versioner på andra artisters låtar så som Bob Dylans "Mr. Tambourine Man", Elton Johns "Rocket Man", Queens "Bohemian Rhapsody" och särskilt Pulps "Common People" som är hans mest framgångsrika spår som även dragit på sig hyllningar i efterhand. År 2021, som 90-åring blev han den äldsta personen i rymden då han åkte som passagerare med uppdraget Blue Origin NS-18.

## Biografi

### Uppväxt
William Shatner föddes som mellanbarn i en konservativ judisk familj i området Notre-Dame-de-Grâce i Montréal. Hans föräldrar var Ann Garmaise (1905-1992) och Joseph Shatner (1898–1967) som ägde en mindre klädfabrik. Hans äldre syster var Joy Rutenberg (1928–2023) och hans yngre syster är Farla Cohen (född 1940). Shatners morföräldrar och farföräldrar immigrerade samtliga från Ukraina och Litauen som då var under styre av Österrike-Ungern respektive Kejsardömet Ryssland. Hans farfar Wolf Schattner var den som angliserade efternamnet till Shatner.
Shatner gick grundskolan i sitt födelseområde Notre-Dame-de-Grâce på Willingdon Elementary School och  West Hill High School. Han är också alumn från barnteaterskolan Montreal Children's Theatre. Han studerade sedan ekonomi på McGill University och examinerades med en kandidatexamen 1952. Shatner var också lägerledare på ett judiskt läger vid Laurentiska bergen där han under sex veckor lärde den tonåriga förintelseöverlevaren Fred Bild engelska. 2011 tilldelade McGill University Shatner till hedersdoktor. Även skolan New England Institute of Technology tilldelade honom samma titel 2018.

### Tidig teaterkarriär
Shatner gjorde filmdebut 1951 medan han fortfarande gick på college. I den kanadensiska dramakomedin The Butler's Night Off står han absolut sist i eftertexterna som "Bill Shatner" i rollen som "bov". Efter examen arbetade han som biträdande chef och som skådespelare på teatrarna Mountain Playhouse i Montréal och Canadian National Repertory Theatre i Ottawa. 
Han var även anställd på Stratford Shakespeare Festival där han hade roller i bland annat pjäsen Tamburlaine, som också skulle bli hans Broadwaydebut 1956. Han hade också en mindre roll i en uppsättning av Kung Oidipus som regisserades av Tyrone Guthrie. Pjäsen spelades in och sändes i kanadensisk TV senare. I en uppsättning av Henrik V var han både ersättare till Christopher Plummers huvudroll samtidigt som han spelade rollen som Humphrey, hertig av Gloster. På grund av njursten ställde Plummer in en föreställning och Shatners val att göra en helt egen tolkning framför att vara så lik Plummer som möjligt i rollen imponerade på Plummer. Även regissören Guthrie har nämnt att han värderade Shatner högt som den mest lovande skådespelaren på festivalen.

### Tidig TV-karriär
1954 lämnade Shatner Stratford och flyttade till New York i hopp om att få en karriär på Broadway. Han blev då erbjuden en roll i barnprogrammet The Howdy Doody Show där han själv fick utforma sin karaktär Ranger Bob. Hans medarbetare bestod av dockor och clownen Clarabell som kommunicerade med Shatner enbart via en cykeltuta. Shatner kämpade på i fyra år innan han fick sin första större roll i perioddramat Bröderna Karamazov (1958) bredvid Yul Brynner. Samma år medverkade han också i ett uppmärksammat julavsnitt av TV-programmet Hallmark Hall of Fame tillsammans med flera högprofilerade skådespelare som Jessica Tandy, Margaret Hamilton, Bernadette Peters, Richard Thomas, Cyril Ritchard och Carol Channing. Han fick också stor uppmärksamhet när han medverkade som huvudroll i avsnittet "The Glass Eye" av Alfred Hitchcocks serie Alfred Hitchcock presenterar, även det 1958.

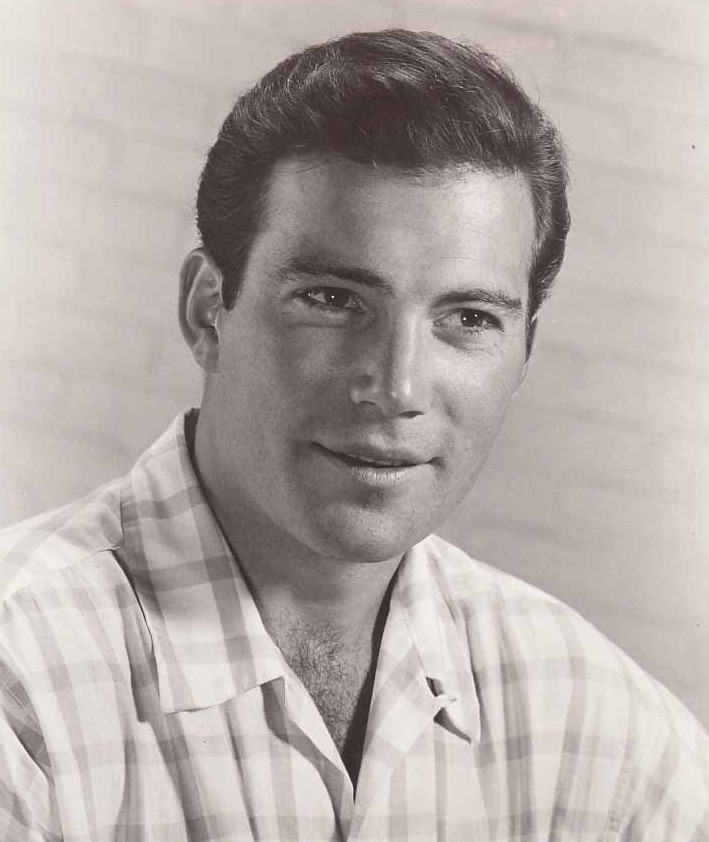
Ett pressfoto på Shatner inför Bröderna Karamazov 1958.

Året därefter, 1959, fick Shatner fina recensioner för sin huvudroll som Robert Lomax i Broadwayuppsättningen av The World of Suzie Wong. Pjäsen gick i över ett år och ändrades ständigt vilket också gjorde att folk gick och såg den flera gånger. Pjäsen fick flytta till en större teater och vann 2 priser på Theatre World Award däribland Shatner som Bästa skådespelare. Under tiden han medverkade i pjäsen fick han också en av huvudrollerna som detektiven Archie Goodwin i TV-serien Nero Wolfe (1959). Det filmades ett par avsnitt innan det första avsnittet sändes och sedan lades ner av TV-kanalen CBS. Shatner medverkade sedan i ett avsnitt av TV-serien Twilight Zone 1960. Han skulle återvända till serien redan 1963 i avsnittet Nightmare at 20,000 Feet som skulle få en remake när serien gjordes till långfilm 20 år senare. Han återvände även till TV-serien Alfred Hitchcock presenterar redan 1960.

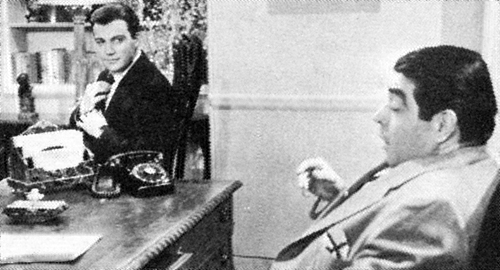
Shatner som Archie Goodwin och Kurt Kasznar som Nero Wolfe i den nedlagda TV-serien Nero Wolfe 1959.

Shatner återvände till Broadway 1961 i en uppsättning av L'Idiote tillsammans med Julie Harris och Walter Matthau, som vann en Tony Award för sin insats i pjäsen. Shatner mottog också goda recensioner. Han fick sin första huvudroll i filmen Farlig ungdom (1961) och hade också en biroll i Dom i Nürnberg samma år som blev hyllad för sina skådespelarinsatser och sättet den återgav Nürnbergrättegångarna på. Han skulle sedan ha huvudrollen i dramafilmen Hetsaren (1962) i regi av Roger Corman i vilken han spelar en rasist som hetsar ett gäng ortsbor till rasvåld. Filmen fick ett blandat mottagande och skulle kritiseras för sin överdrivna ensida skildring. Filmkritikern Stanley Kauffmann skrev dock för The New Republic att det var Shatners första intressanta roll. Han fortsatte vara gästskådespelare i TV-serier som Försvarsadvokaterna (1961), Naked City (1962), The Nurses (1963), Route 66 (1963) och The Outer Limits (1964). Han medverkade också i radioprogram med familjeinrikting.

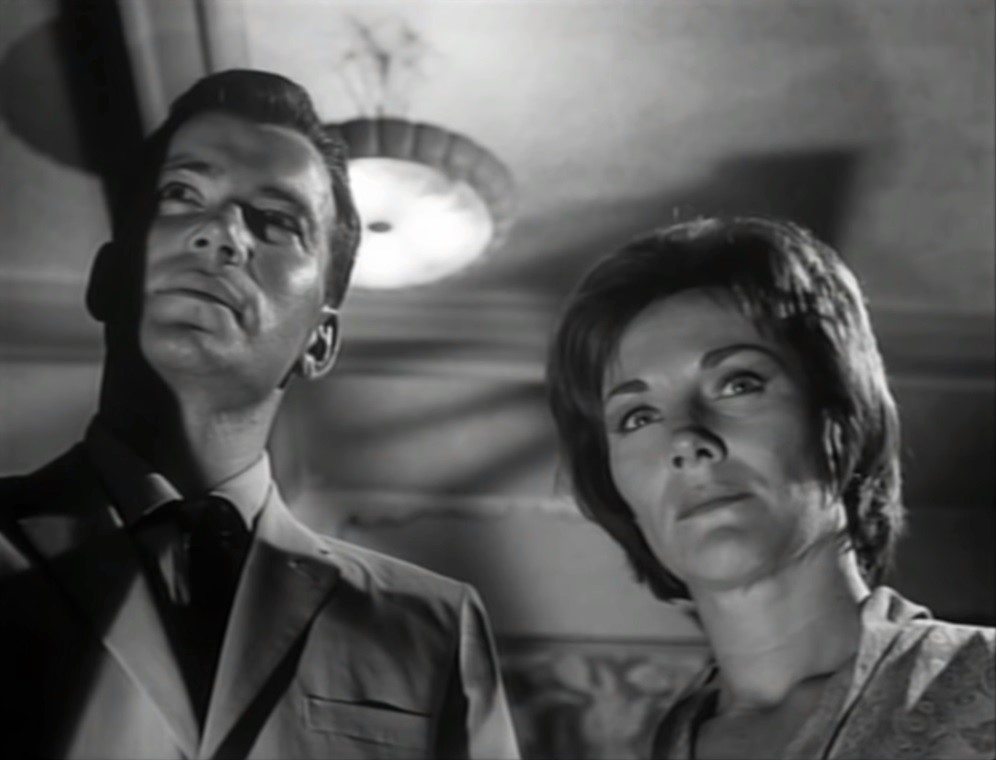
Shatner och Jeanne Cooper i Hetsaren (1962).

Shatner hade en biroll i Skändaren (1964) som var en nyinspelning av Akira Kurosawas Demonernas port (1950) tillsammans med Paul Newman, Laurence Harvey, Claire Bloom och Edward G. Robinson. Han medverkade samma år i ett avsnitt av TV-serien Mannen från UNCLE, tillsammans med Leonord Nimoy som senare skulle bli hans medskådespelare i Star Trek. 1964 hade han också titelrollen i en tilltänkt TV-serie om Alexander den store. I Alexander the Great spelade han bredvid Adam West och pilotavsnittet de spelade in sändes inte. Istället packades den om som en TV-film och sändes först 1968 för att kapitalisera på bådas kändisskap när Shatner var högaktuell i Star Trek och West i Batman. Shatner hoppades hela tiden på att serien skulle bli en succé medan West var övertygad om att den skulle misslyckas då han tyckte det var det sämsta manus han någonsin läst och en av de värsta sakerna han gjort.

### Star Trek: The Original Series
Shatner fick huvudrollen i det rättsliga TV-dramat For the People (1965) där hans karaktär var gift med en kvinna som spelades av Jessica Walter. Även den serien lades ner efter första säsongens 13 avsnitt. Han skulle året efter medverka i den gotiska skräckfilmen Incubus som är den andra filmen någonsin med dialog helt på esperanto. Filmen blev brutalt sågad och klassad som en B-film. Skådespelarna skulle också bli hånade för sina dåliga uttalanden av språket, men det gjorde också filmen till en kultfilm inom somliga kretsar. Däremellan fortsatte han synas som gästskådespelare i TV-serier som 12 O'Clock High (1965), The Big Valley (1966) och Krutrök (1966).

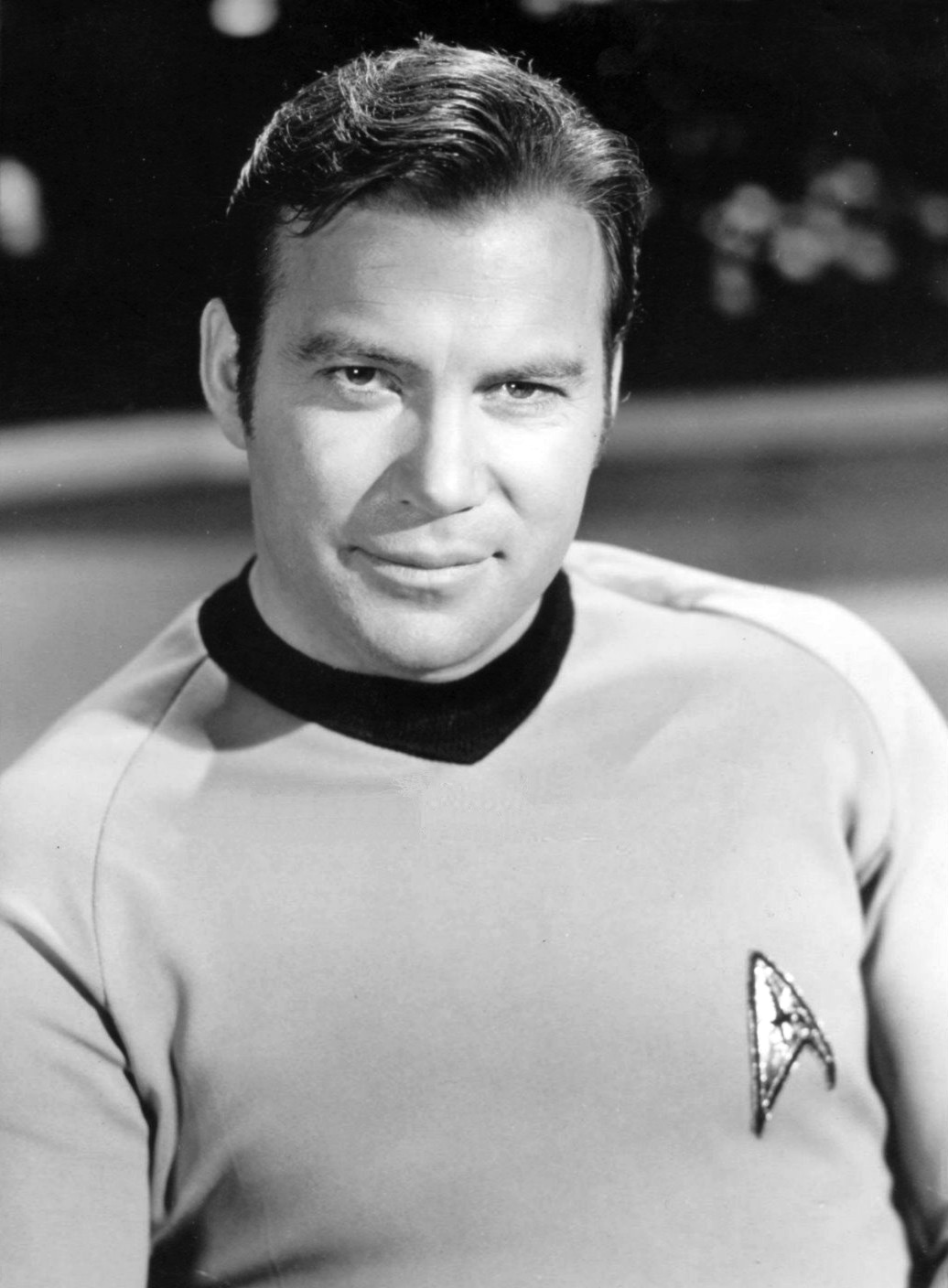
Shatner som James T. Kirk i Star Trek (1966-1969).

På grund av att serien For the People lades ned fick Shatner möjligheten att medverka som James T. Kirk, kommendör på rymdskeppet Enterprise, i TV-serien Star Trek (1966-1969). Serien hade fått en ovanlig början, då det första pilotavsnittet blev nekad av TV-bolaget CBS, där man valt att göra ett andra pilotavsnitt. Det var i det andra pilotavsnittet som hette Where No Man Has Gone Before som Shatner fick rollen tillsammans med en stor del av sin besättning, däribland Leonard Nimoy, James Doohan och George Takei. När serien blev av anslöt också DeForest Kelley och Nichelle Nichols till besättningen. Serien fick under sin gång bara mediokra tittarsiffror och recensioner. Vilket ledde till att CBS funderade på att lägga ner serien redan efter två säsonger. Men en kampanj av brev från en entusiastisk följarskara fick dem att satsa på en tredje och sista säsong. Genom alla tre säsonger och 79 avsnitt satt Shatner i kaptensstolen på Enterprise vilket blev hans stora genombrott.
I avsnittet Plato's Stepchildren, som sändes 22 november 1968, kysstes Shatners karaktär Kirk och Nichelle Nichols karaktär Löjtnant Uhura. Det blev den första kyssen mellan en vit man och en svart kvinna på TV i USA. Serien började sändas utomlands senare och i slutet av 1970-talet var det en internationell succé och en kultserie. Den kom att göra ett stort intryck på populärkulturen och även rymdprogram på NASA. Under seriens gång medverkade han också i spagettiwestern Comanche blanco (1968) där han både spelade den dygdiga halv-comancher revolvermannen Johnny Moon i vit hatt och hans onda tvilling, den blodtörstiga krigsherren Noah i svart hatt. Shatner återvände i rollen som James T. Kirk som röstroll i den animerade Star Trek: The Animated Series 1973. Serien gick i två säsonger med 22 avsnitt.

### Albumdebut och motgångar
Medan Shatner var mitt i inspelningen av Star Trek spelade han också in musikalbumet The Transformed Man som till största del innehåller andra artisters låtar och monologer från kända pjäser från Shakespeare samt poeter som Edmond Rostand. Bob Dylans "Mr. Tambourine Man" i Shatners spoken word version skulle få stor spridning, mest i ett satirisk sammanhang. Albumet har ofta hamnad på listor om tidernas sämsta album men också fått en kultstatus. Efter att Star Trek lades ned hade Shatner svårt att hitta arbete då han hade blivit något typecastad som James T. Kirk. Med inga eller få arbeten i sikte och en kassa som sinade efter en skilsmässa samt tre barn att försörja förlorade han sitt hem och fick under en period bo i en husvagn i San Fernando Valley. En kort period bodde han även i sin bil och i intervjuer hänvisar han till denna period som "den perioden" där han tog alla arbeten han fick däribland att göra gästframträdanden på kalas.
I början av 1970-talet gjorde Shatner kritikerhyllade framträdanden i TV-filmerna The Andersonville Trial, The People och The Horror at 37,000 Feet. Han hade också huvudrollen i TV-serien Dubbelspel i väst (1975) som gick i en säsong. Shatner fick också flera gästplatser på några av de populäraste TV-serierna som gick vid tidpunkten, så som Brottsplats: San Francisco (1970-1974), På farligt uppdrag (1971-1972), Kung Fu (1974), The Six Million Dollar Man (1974), The Rookies (1975) och Columbo (1976). Annars bestod "den perioden" mest av B-filmer och dåligt mottagna TV-filmer så som Häftiga kurvor - stå på! (1974), I satans klor (1975) och Mördarspindeln (1975).
För att dryga ut kassan från de lågt betalda skådespelararbetena ställde Shatner upp som gäst i flera tävlingsprogram, däribland  Beat the Clock, Celebrity Bowling, The Hollywood Squares, Match Game, Tattletales och Mike Stokey's Stump the Stars. I tävlingsprogrammet The $10,000 Pyramid var han en av de kändisar som ställde upp oftast. Särskilt ett avsnitt skulle skriva in sig i den amerikanska TV-historian, då han i en vecka tävlade mot sin medskådespelare Leonard Nimoy från Star Trek. I avsnittet från 1977 råkar han upprepa frågan som svar istället för att ge svaret, som han visste. Med det förlorade hans medtävlare priset på 20 000 dollar och Shatner blev rasande. Så rasande att han slängde iväg stolen han satt på. Shatner medverkade också i flera reklamer under denna period, varav en för stormarkanden Loblaws skulle bli väldigt populär i Kanada där han betryggande att: "På Loblaws är mer än bara priset rätt, men herrejösses vad priset är rätt". Under 1975 övervägde TV producenten Mark Goodson Shatner som programledare för lekprogramet Family Feud. Shatner skulle ha fått jobbet om det inte vore för att Richard Dawsons (som sedermera blev programledaren) agent hotat Goodson.

### Star Trekåteruppstår
I bakgrunden av Shatners knackiga 1970-tal fick Star Trek: The Original Series ett kultfölje genom alla de repriser av serien som visades och James T. Kirk blev en kulturell ikon. Beundrare till serien, som kallade sig för "Trekkies" började anordna science fiction-kongresser där de kunde möta likasinnade, köpa merchandise och lyssna på utfrågningar med skådespelare och andra inblandade i serien. Flera av skådespelarna från rymdskeppet Enterprise blev frekventa gäster på konventen, inklusive Shatner. I mitten av 1970-talet märkte filmbolaget Paramount (som ägde CBS) det växande intresset för Star Trek och påbörjade arbetet med en ny serie kallad Star Trek: Phase II, där nya yngre karatärer skulle introduceras bredvid den första seriens besättning. Men när sedan rymdeposet Stjärnornas krig (1977) blev en sådan enorm succé tänkte filmbolaget om och ville satsa på en långfilm istället.
Shatner återvände i rollen som James T. Kirk i långfilmen Star Trek (1979) tillsammans med resten av originalbesättningen på rymdskeppet Enterprise. Filmen fick ett modest mottagande, trots sin starka öppningshelg där den slog rekordet som innehölls av Superman – The Movie (1978). Det räckte för att övertyga filmbolaget om att göra uppföljaren Star Trek II – Khans vrede (1982) som fick en betydligt mindre budget. Uppföljaren fick ett mycket bättre mottagande som både hyllades av kritiker och blev en finansiell succé. Filmen blev också utpekad som den som skapade ett nytt intresse för Star Trek. Nöjestidningen Entertainment Weekly kallade till och med filmen för den "som räddade Star Trek som vi känner det". För sin kulturella, historiska och estetiska betydelse blev filmen år 2024 tillagd för förvaring i USA:s kongressbibliotek.
Även om Star Treks återuppståndelse skedde till stor del på grund av entusiatiska Trekkies så har Shatner haft en komplicerad relation med beundrarna. I en omdebatterad sketch i Saturday Night Live 1986, som utspelade sig just på ett Star Trek-kongress, uppmanar han ett rum fullt med Trekkies att "skaffa sig ett liv". Kommentaren var en träffande summering av Shatners syn på fansen som han har uttalat sig om i flera intervjuer. Deras underliga beundran för honom uppstod redan 1968, i början som James T. Kirk, då en grupp försökte slita kläderna av honom utanför 30 Rockefeller Plaza. Shatners inställning till de märkliga beteenden som hans fans innehar har reflekterats i några av hans filmer. I filmen Free Enterprise (1998) spelar han en karikatyr av sig själv som gör satir över Trekkies idolisering av Kirk. Han har också hånat Kirk-personan i komedierna Nu flyger vi ännu högre (1982) och Laddat vapen 1 (1993).

### T.J. Hooker ochPå liv och död
1982 fick Shatner också titelrollen som veteranpolisen i den populära TV-serien T.J. Hooker. Rollen parade ihop honom med Heather Locklear och James Darren (som senare blev en del av Star Trek serien Deep Space Nine) och gick i fem säsonger med sina 91 avsnitt. Under seriens gång repriserade han sin roll som James T. Kirk i filmerna Star Trek III (1984) och Star Trek IV – Resan hem (1986) som båda mottog bra kritik och blev finansiella succéer. Shatners karriär under 1980-talet skulle bli mer omväxlande särskilt då han började regissera flera avsnitt av T.J. Hooker. För att återvända i rollen som Kirk lade han också in en klausul i sitt kontrakt där han skulle få regissera en av långfilmerna efter att Leonard Nimoy hade regisserat del tre och fyra. Nimoy hade inte för avsikt att återvända i rollen som Spock och fick därför ett mycket mer lukrativt avtal än Shatner och fick regissera först.

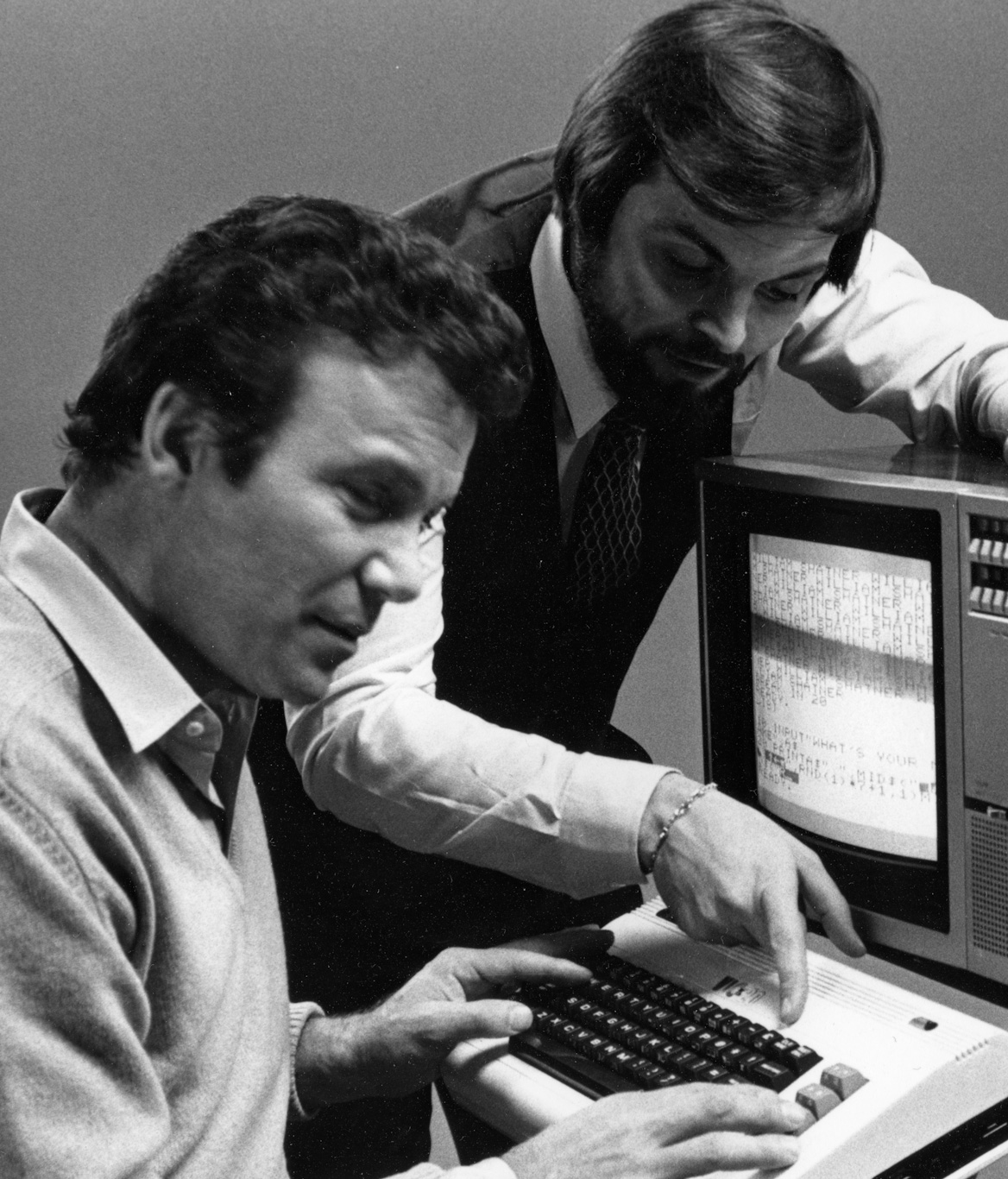
Shatner och Michael Tomczyk på en reklaminspelning för Commodore VIC-20 1982.

Shatner utnyttjade sin klausul och regisserade därmed Star Trek V – Den yttersta gränsen (1989). Shatner tog arbetet på allvar och gick under arbetets gång alltid upp klockan 4 på morgonen oavsett när han lade sig kvällen innan. Han tränade också dagligen för att komma i form som James T. Kirk. Filmen förväntades bli en av årets största filmer men blev istället en stor besvikelse. Den spelade in långt mindre än de föregående filmerna och blev brutalt sågad av kritiker. Den gick så dåligt att fler Star Trek filmer äventyrades. En producent kallade den för "filmen som nästan dödade Star Trek". Shatner blev nominerad till Sämsta regissör, Sämsta manus, Sämsta skådespelare samt 1980-talets sämsta film på Golden Raspberry Awards varav han vann Sämsta regissör och Sämsta skådespelare. Filmen vann även Sämsta film.
Succén med T.J. Hooker ledde till att Shatner 1989 blev programledare för TV-programmet Rescue 911, som på svenska heter På liv och död. Programmet byggde på att spela upp och återskapa verkliga samtal och händelser kring numret 911 (112). Skaparen till programmet hade först tänkt sig Leonard Nimoy som programledare men efter att T.J. Hooker blev en sådan succé och att Shatner spelade just en polis tyckte man att han passade bättre. Programmet blev oerhört populärt och sändes i flera länder över världen. 45 länder gjorde också egna versioner av programidén som SOS – på liv och död i Sverige. Den gick också i hela sju säsongen fram till 1996. Trots stora framgångar inom både TV och film under 1980-talet fortsatte Shatner arbeta med reklamer, däribland som ansiktet utåt i både TV och annonser för Commodore VIC-20.

### TekWar
Medan Shatner var programledare för På liv och död pågick en ny Star Trek serie för fullt – Star Trek: The Next Generation (1987-1994) med en helt ny besättning med Patrick Stewart som kapten över ett modernare Enterprise. Sina egna äventyr som James T. Kirk var tänkt att avslutas i den sjätte Star Trek-filmen Star Trek VI – The Undiscovered Country (1991) som av de flesta skådespelarna i besättningen sågs som svanesången. Filmen fick ett bra mottagande. När Star Trek: The Next Generation gick i mål efter sju säsonger tyckte man den nya och gamla besättningen för Enterprise skulle mötas i filmen Star Trek Generations (1994). Shatner, James Doohan och Walter Koenig blev de enda som ställde upp då de andra kände att den förra filmen var ett bra avslut för deras karaktärer. Originalskådespelarna hade korta framträdande men Kirk fick en självuppoffrande död. Han har återvänt till rollen i olika TV-serier, en kortfilm, ett TV-spel och på Oscarsgalan 2013.

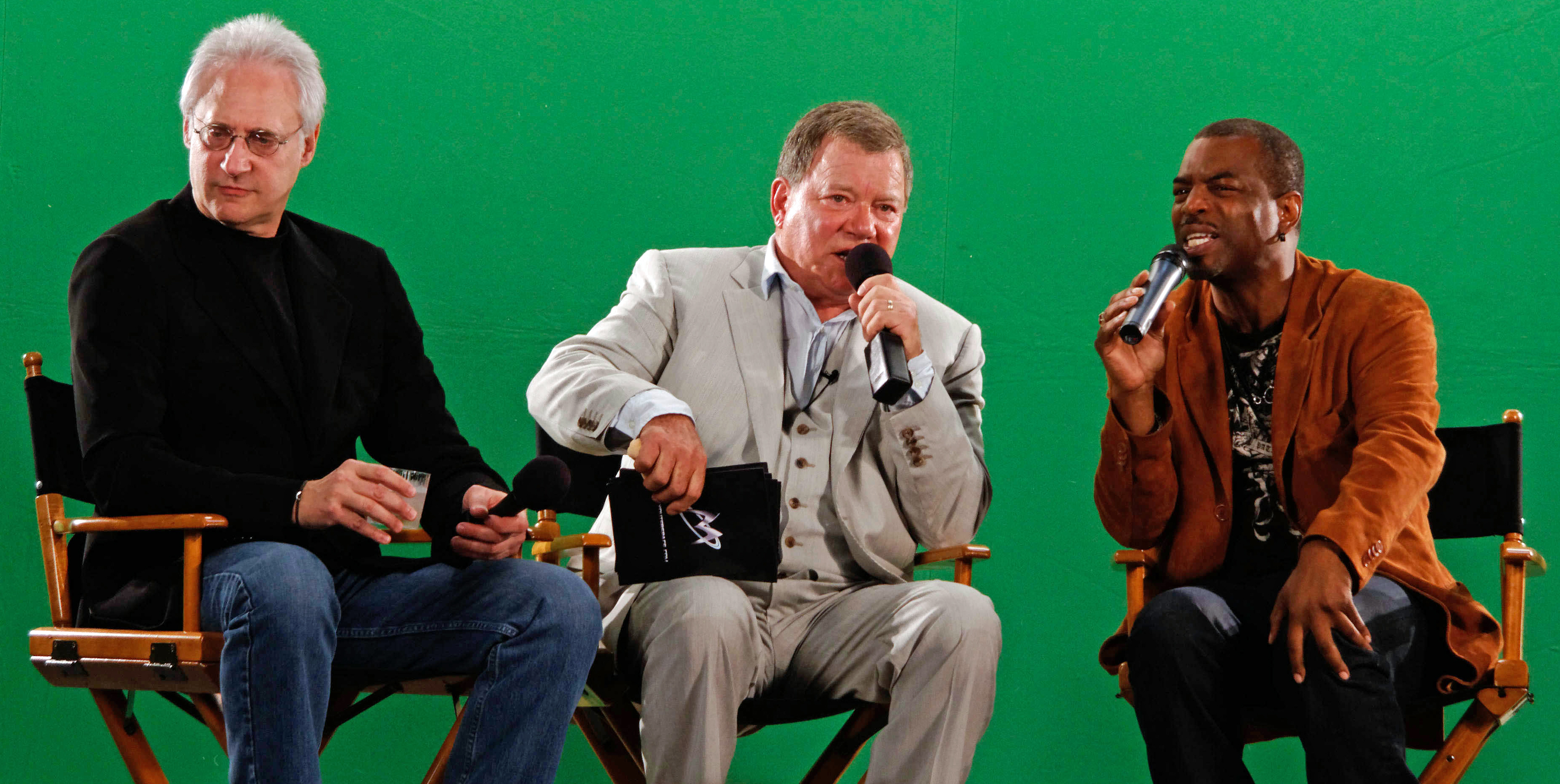
Shatner (mitten) tillsammans med Brent Spiner (vänster) och LeVar Burton (höger) från Star Trek: The Next Generation, på Comic-Con 2010.

Arbetet med T.J. Hooker inspirerade Shatner till en idé att utveckla en TV-serie där han skulle spela en hybrid mellan T.J. Hooker och Kirk, en hårdkokt före detta polis som arbetade som en utredare i en dystopisk framtid. När sedan produktionen för Star Trek V – Den yttersta gränsen (1989) blev uppskjuten på grund av en strejk så började Shatner förvandla sitt koncept till en roman tillsammans med science fiction författaren Ron Goulart. Goulart själv sade att han mest fungerade som en konsult, men Shatner gjorde honom till medförfattare. Den första boken TekWar gavs ut 1989 och fick flera uppföljare. Böckerna såldes i hundratusentals. Romanerna blev till fyra TV-filmer (samtliga visade 1994) där Shatner inte spelade huvudrollen utan huvudkaraktärens chef, Walter Bascom. Shatner repriserade sedan rollen i en uppföljande TV-serie som blev kortvarig, mellan 1994 och 1996. Han regisserade även flera avsnitt.
Under 1994 återbesökte Shatner TV-serien Columbo för att spela en mördare i ett avsnitt, en serie han även medverkat i 1976. Han skulle också gästskådespela i Will Smiths komediserie Fresh Prince i Bel Air (1996). I komediserien Tredje klotet från solen gästade han i fem avsnitt under åren 1999 och 2000. För sin insats blev han nominerad till Bästa gästskådespelare i en komediserie på Emmy Awards. I slutet av 1990-talet blev Shatner starkt förknippad med den webbaserade resebyrån Priceline.com då han medverkade i flera av deras reklamer som en pompös karikatyr av sig själv. Arbetet han gjorde för företaget gav honom stora andelar aktier vilket rapporterades vara värda flera hundra miljoner dollar. Shatner slog ner ryktena och förklarade dem som överdrivna. Han var också verkställande direktör för C.O.R.E. Digital Pictures, en Torontobaserad specialeffektstudio som var verksamma mellan 1994 och 2010. År 1999 gav han även ut boken Get a Life!, som var en biografi över hans relation med Trekkies. Den innehöll också anekdoter från alla hans besök på kongresser och intervjuer med de trognaste Star Trek beundrarna som såg serien som inte bara underhållning utan även en livsfilosofi.

### Denny Crane och musikalisk comeback
Shatner medverkade i birollen som Stan Fields, en värd för skönhetstävlingar bredvid Sandra Bullock i actionkomedin Miss Secret Agent (2000). Filmen fick ett bra mottagande. Han fortsatte i komedifilmer året därpå med den satiriska Osmosis Jones där han var rösten åt den animerade borgmästaren Phlegmming. Shatner både regisserade och skådespelade i Groom Lake (2002), en skräckfilm som utforskade Shatners intresse för Area 51. Han skulle fortsätta i komedier med Dodgeball – En komedi som siktar lågt (2004) bredvid Ben Stiller och Vince Vaughn. Samma år hade han en idé om hur James T. Kirk kunde återvända i en serie som utspelade sig 100 år innan hans Star Trek: The Original Series. I Star Trek: Enterprise (2001-2005) skulle han göra ett gästinhopp i två avsnitt vilket gick hem hos cheferna då serien i sin fjärde säsong började få dåliga tittarsiffror. I slutändan krävde Shatner en för hög lön och gästspelet blev inte av. Serien lades också ner säsongen därpå.

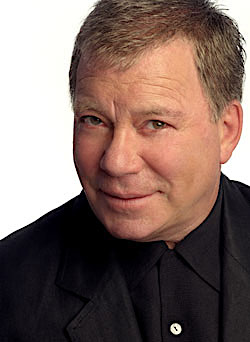
William Shatner 2005.

Shatner hade en kort återkommande roll i den sista säsongen av rättegångsserien Advokaterna (2004) som den excentriska men högst kapabla advokaten Denny Crane. Seriens skapare David E. Kelley hade sett några av Shatners reklamer och fick tycke för honom. Skribenten Pat Jordan tyckte egentligen karaktären bara var: "Mannen William Shatner som spelar karaktären William Shatner som spelar karaktären Denny Crane, som i sin tur spelar karaktären William Shatner. Kelley tog med sig Shatner som Denny Crane även i spinoffserien Boston Legal som påbörjades samma år. År 2005 belönades Shatner med både en Golden Globe och en Emmy Awards för sin insats vilket gjorde honom till en av få skådespelare som någonsin vunnit en Emmy för att ha spelat samma karaktär i två olika serier. Han blev även nominerad till Emmy Award för serien 2006, 2007, 2008 och 2009. Serien pågick till 2008 och Shatner medverkade i samtliga 101 avsnitt.
Under tiden Shatner medverkade i Boston Legal återupplivade han även sin musikkarriär. Efter mer än 30 år efter sin debut släppte han sitt andra album Has Been, 2004. Albumet var producerat av Ben Folds som också var medförfattare på flera av Shatners egna låtar. På en av albumets få covers, låten "Common People" av Pulp gästsjunger även den brittiska musikern Joe Jackson. Shatners spoken word version av "Common People" har kommit att bli, trots hånen vid utgivningen, hans mest uppskattade låt och blev några år senare utsedd bland 2004 års bästa låtar. Han repriserade också sin roll som Stan Fields i Miss Secret Agent 2 (2005) som inte blev särskilt väl mottagen. Han medverkade också som röst i de två populära animerade filmerna På andra sidan häcken (2006) och Vilddjuren (2006).

### Komiska utsvävningar och mer programledande
År 2009 gjordes en reboot av Star Trek: The Original Series med långfilmen Star Trek där Chris Pine tog över rollen som James T. Kirk. Regissören J.J. Abrams sade i en intervju att han desperat försökte få Shatner att kunna medverka även med sin Kirk då Leonard Nimoy repriserade sin roll som Spock trots att även han fått en ny skådespelare. Abrams sade också att tvinga in honom vore "katastrofalt". Något som Shatner upprepade i flera intervjuer. Han beskrev filmen som "underbar". Samma år var Shatner gästskådespelare flera kvällar på Late Night with Conan O'Brien där han särskilt drev med den republikanska politikern Sarah Palin, genom att bland annat göra en spoken word-version på hennes tal när hon avgick som guvernör. Han läste också upp några av hennes inlägg på twitter och hade högläsning ur hennes självbiografi. Palin som uppskattade Shatners humor svarade med att ha höguppläsning ur hans självbiografi Up Till Now (2008).
Shatner utforskade mer med konceptet Twitter och komik i komediserien $#*! My Dad Says (2010) som baserades på Twitterkontot med samma namn. Serien blev kortlivad och lades ner tre månader efter sin premiär. Han skulle samma år bli programledare för Discovery Channel-serien Weird or What som utforskade mystiska ämnen som UFO:n och kryptozoologi och gick till 2012. Shatner regisserade sin första Star Trek film sedan Star Trek V – Den yttersta gränsen (1989) med dokumentären The Captains (2011). Han fungerade även som värd och intervjuade andra skådespelare som suttit i kaptensstolen i Star Trek-äventyr så som Patrick Stewart (Star Trek: The Next Generation), Avery Brooks (Star Trek: Deep Space Nine), Kate Mulgrew (Star Trek: Voyager), Scott Bakula (Star Trek: Enterprise) och Chris Pine från filmen utgiven 2009. Dokumentären innehöll också ett samtal mellan Shatner och Christopher Plummer (som spelat i Star Trek VI – The Undiscovered Country) om deras vänskap sedan de spelade teater ihop på 1950-talet och Shatners beundran för sin kollega.

### Fortsatt musikkarriär och återkomst till teatern
Shatner gav ut sitt tredje musikalbum Seeking Major Tom 2011, som innehöll flera covers med rymdteman så som "Space Oddity", "Space Cowboy" och "Major Tom (Coming Home)". Den innehöll också en version av "Bohemian Rhapsody" som fick en musikvideo vilken skulle bli kallad "typiskt bisarr" av kritiker. Albumet gästades av flera framstående musiker däribland Brad Paisley, Zakk Wylde, Peter Frampton, Brian May, Steve Howe, John Wetton, Ritchie Blackmore, Alan Parsons och Bootsy Collins. Han följde upp albumet redan 2013 med Ponder the Mystery där han arbetade med musiker som Mick Jones, Simon House, Steve Vai, Al Di Meola, Rick Wakeman, Joel Vandroogenbroeck, Edgar Winter, Nik Turner, Vince Gill, Edgar Froese, Robby Krieger, Dav Koz, George Duke och Zoot Horn Rollo.

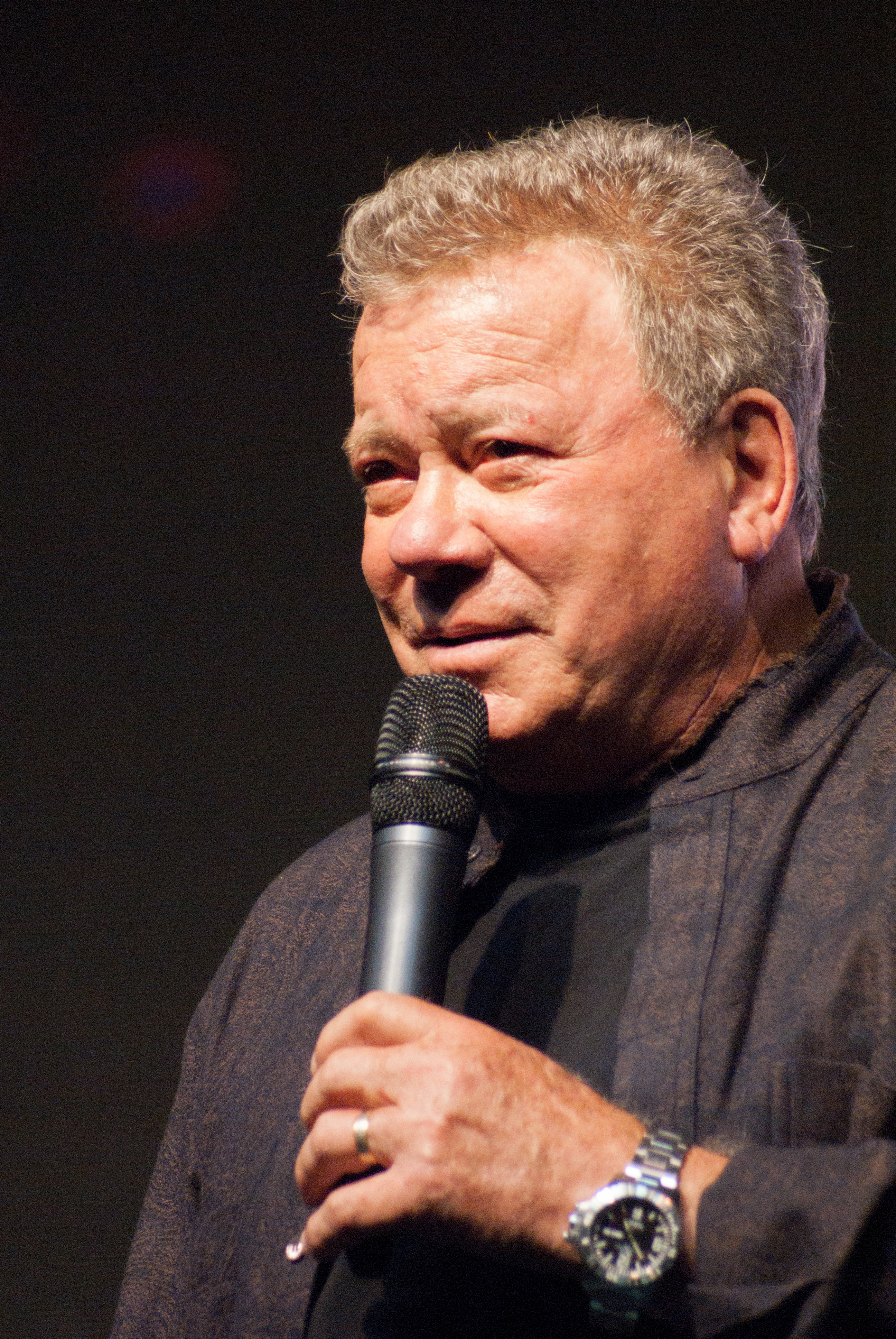
Shatner talar på kongressen Destination Star Trek: Europe, 2016.

Tillsammans med grundaren av gruppen Alabama, Jeff Cook, gav han sig 2018 in på countrymusiken med albumet Why Not Me där även gruppen Home Free och countryartisten Neal McCoy gästsjöng. Han skulle samma år också släppa julalbumet Shatner Claus med artister som Iggy Pop, Henry Rollins, Todd Rundgren och Billy Gibbons. Shatners nionde album blev ett bluesalbum döpt till The Blues (2020) och nådde plats 1 på Billboards Blueslista. Med albumet Bill (2021) skrev han mer biografiska låtar om sitt liv tillsammans med textförfattaren Dan Miller från They Might Be Giants. Albumet gästades av Brad Paisley, John Lurie, Joe Walsh, Dave Koz och Joe Jonas. Albumet blev väl mottaget av kritiker.
Under tiden han utforskade mer musik återvände han också till teatern 2012 då han framförde en soloshow på Broadway kallad Shatner's World: We Just Live in It. Efter tre veckor på ett utsålt The Music Box Theatre tog han showen ut på turné i USA. Samma år medverkade han också i dokumentären Get a Life!, där han återvände till sin knepiga relation till Trekkies. Han återvände till Broadway redan 2014 med en biografisk en-mans föreställning. Föreställningen filmades och visades på över 700 biografer i USA, Kanada och Australien. År 2015 regisserade och fungerade han som värd i en uppföljare till The Captains (2011) med dokumentären William Shatner Presents: Chaos on the Bridge som denna gång mer fokuserade på Star Trek: The Next Generation. Shatner startade 2016 Shatner Singularity, ett företag som publicerade serietidningar. Han gav bland annat ut den grafiska romanen God Woke av Stan Lee som vann Independent Publisher Book Awards' Outstanding Books of the Year Independent Voice Award 2017.
Shatner fortsatte också få roller och skulle mest bli uppmärksammad när han porträtterade Mark Twain i den historiska kanadensiska TV-serien Murdoch Mysteries (2015). Han fick också uppmärksamhet när han valde att göra en faderlig gestatlning som röst i den animerade barnserien My Little Pony: Vänskap är magisk (2017). Shatner hamnade mitt i en stor politisk kontrovers när det under 2021 avslöjades att han skulle vara programledare för vetenskapsdokumentärserien I Don't Understand with William Shatner som skulle sändas på RT, förut känd som Russia Today. Chefredaktören för kanalen gjorde ett uttalande: "Kapten Kirk har kommit över på den goda sidan". Till en början försvarade Shatner kritiken mot den statligt kontrollerade TV-kanalen med att säga att det var hycklande och jämförde sitt kontrakt med rättigheterna över amerikansk fotboll. Några dagar efter Rysslands invasion av Ukraina den 24 februari 2022 gick Shatner ut på Twitter med att han stöttade Ukraina. Kort därefter hoppade han av serien och sade att invasionen var anledningen. RT slutade sända i USA den 3 mars 2022.

### Rymdfarare i verkligheten
Shatner var en av deltagarna på rymdföretaget Blue Origins andra bemannade kastbanefärd kallad Blue Origin NS-18 den 13 oktober 2021. De andra deltagarna var Chris Boshuizen, Glen de Vries, Audrey Powers och företagets grundare, samt Trekkien, Jeff Bezos. 90 år och 205 dagar gammal blev Shatner vid tillfället den äldsta personen i rymden. 2024 blev istället den pensionerade stridspiloten Ed Dwight den äldsta personen i rymden med sina 90 år och 253 dagar. Resan blev också en TV-special på streamingtjänsten Amazon Prime med titeln Shatner in Space (2021). Där får man följa honom från förberedelser och förintervjuer med Bezos till rymden.
Resan inspirerade också honom till albumet So Fragile, So Blue (2024) där han återförenades med producenten Ben Folds. Musiken är inspelad med en symfoniorkester och texterna handlar om jorden och rymden. Shatners röst har också varit i rymden tidigare då besättningen på rymdfärjan Discovery år 2011 vaknade upp till ledmotivet till Star Trek: The Original Series men där Shatner hade spelat in en ny röst som löd: "Rymden, den slutgiltiga gränsen. Detta har varit rymdfärjan Discoverys resor. Hennes 30 åriga uppdrag: Att utforska ny vetenskap. Att bygga nya posteringar. Att sammanföra nationer i rymden. Att djärvt färdas, och göra, vad ingen rymdfärja gjort förut".
Samma vecka som Shatner fyllde 90, hade den romantiska komedin Senior Moment (2021) premiär i vilken Shatner hade huvudrollen. Den mottogs inte väl av kritiker. I den åttonde säsongen, 2022 av det amerikanska underhållningsprogramet Masked Singer medverkade Shatner som "Riddaren" och åkte ut i det första avsnittet. Sedan 2019 har Shatner varit värd för programmet The UnXplained, som utforskar de mystiska delarna av mänsklighetens historia. År 2025 går programmet in på sin sjunde säsong. Programmet har sedan start blivit väldigt sågat då de drar slutsatser som är långsökta. Den irländska filmkritikern Thomas Tunstall skrev: "Ämnena är vilt sprida, som om programmet är gjort för folk med ADHD. Även om Shatner ställer många entusiastiska frågor så tillhandahåller han än mindre tillfredställande svar än han borde – kanske medvetet för att behålla känslan av mystik".

## Eftermäle

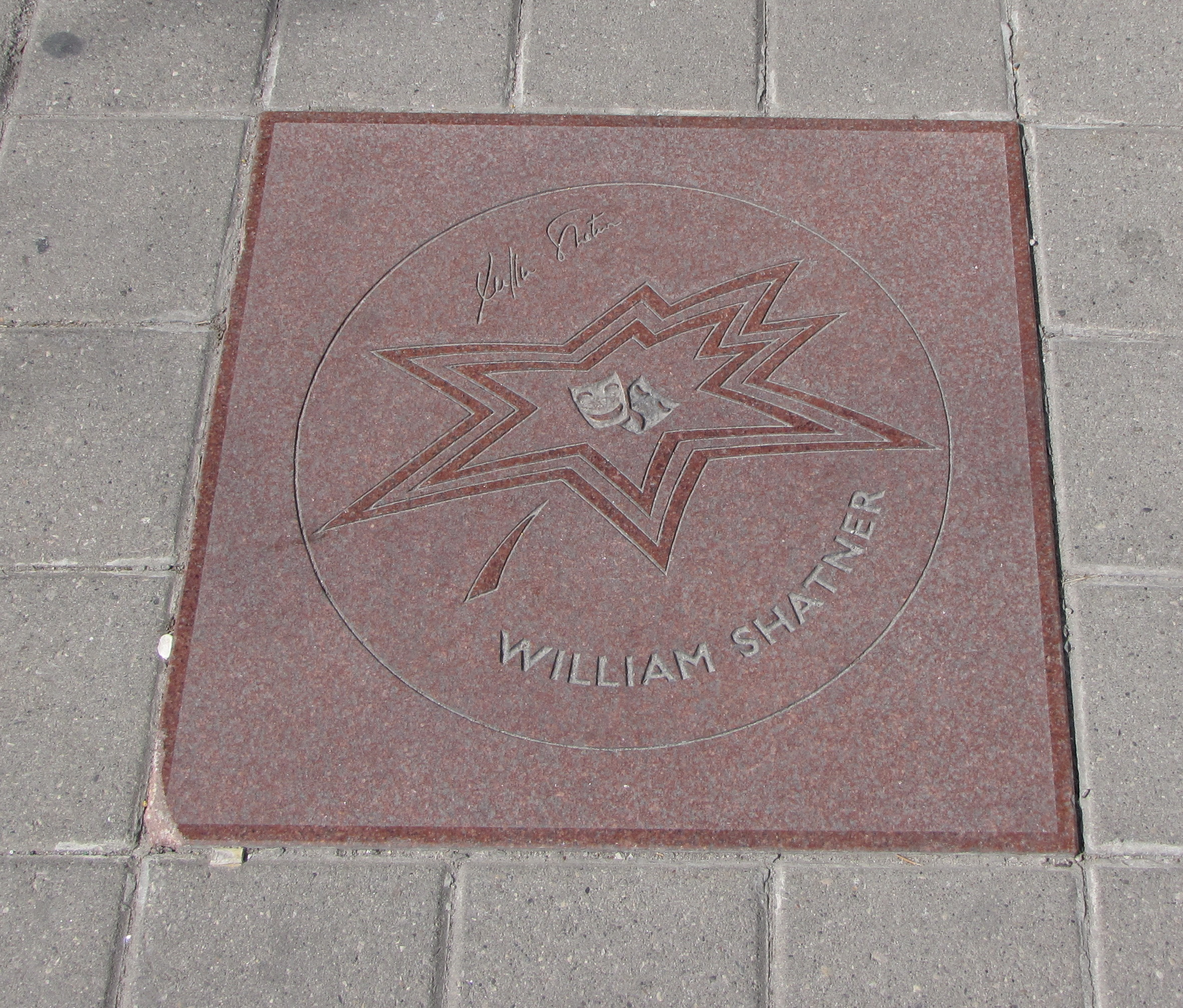
Shatner har en stjärna på både Kanadas Walk of Fame (bilden) och Hollywood Walk of Fame.

I sin tidiga karriär ansågs Shatner av många vara en likvärdig skådespelare som Steve McQueen, Paul Newman och Robert Redford. Talkshowvärden Ed Sullivan påpekade flera gånger att Shatner var en ny Marlon Brando. Journalisten Pat Jordan som skrev ett djupt porträtt om Shatner för The New York Times menade att han senare misslyckade att nå de hyllade höjderna med de samtida skådespelarna tack vare sin filosofi att "arbete som arbete" och hans konsekventa medverkande i många förglömliga projekt som stjälpte hans karriär snarare än hjälpte. När han fick rollen som James. T. Kirk menade Jordan att Shatner snarare var en skådespelare som "dök upp i tid, kunde sin dialog, arbetade billigt och alltid svarade i sin telefon".
Den 19 maj 1983 belönades Shatner med en stjärna på Hollywood Walk of Fame, den 1,762:a i nummerordning. Shatner har också en stjärna på Kanadas Walk of Fame då han blev den första kanadensiska skådespelaren som haft tre stora TV-serier på tre olika amerikanska TV-bolag – NCB, CBS och ABC.
År 2025 erhöll han priset Special Lifetime Achievement på Saturn Award.
Asteroiden 31556 Shatner är uppkallad efter honom.

## Privatliv
Shatner ogillar att titta på sina egna framträdanden. Han har sagt att det finns flera avsnitt av både Star Trek och Boston Legal som han aldrig har sett. Han har också påstått att den enda Star Trek film han sett är den som han regisserade och behövde se under klippningen – Star Trek V – Den yttersta gränsen (1989). Han nämnde dock i sin bok Star Trek Memories (1993) att han blev besviken på premiären av den första Star Trek (1979) långfilmen.
Shatner har bott länge i USA och är amerikansk medborgare.
Shatner lider av hörselåkomman tinnitus. Han tror själv att ursprunget till åkomman kan härledas till en pyroteknikolycka under inspelningen av Star Trek-avsnittet "Arena" 1967. Shatner har sagt att hans tillstånd förbättrats med hjälp av en habitueringsterapi  vilket involverar att han bär en sorts hörapparat som levererar låga nivåer av vitt brus vilket "hjälper hjärnan att placera ljudet i bakgrunden". Han är en bidragsgivare och supporter till American Tinnitus Association.
Shatner har också avslöjat att han konsumerar Cannabidiololja, ett supplement extraherad från cannabis, för att underlätta svullna leder och andra "åldersrelaterade åkommor". Han har kallat behandlingen för "magisk".

### Familj
Shatner har varit gift fyra gånger och har tre döttrar.
Shatner gifte sig med den kanadensiska skådespelaren Gloria Rand den 12 augusti 1956. Paret fick tre döttrar,  Leslie (född 1958), Lisabeth (född 1961) och Melanie (född 1964) som också varit skådespelare. Shatner lämnade Rand medan han spelade in Star Trek: The Original Series och paret skilde sig i mars 1969. Shatner gifte sig sedan med Marcy Lafferty, dotter till TV producenten Perry Lafferty. De träffades på inspelningen av The Andersonville Trial (1970) där Lafferty var anställd att läsa manus med skådespelare mellan tagningarna. Deras äktenskap varade mellan 1973 och 1996.
Shatner träffade sin tredje fru Nerine Kidd under en inspelning av TV-serien Kung Fu: The Legend Continues 1994 på ett avsnitt han regisserade. Paret gifte sig den 15 november 1997. Shatner hittade Kidd livlös i deras pool när han kom hem på kvällen den 9 augusti 1999. Hon var 40 år gammal. När obduktionen visade på att hennes blod innehöll spår av både alkohol och diazepam fastställdes dödsorsaken som en drunkningsolycka. I ett uttalande till pressen sade Shatner att hon betydde allt för honom och beskrev henne som hans: "vackra själsfrände". Han uppmanade också allmänheten att stötta Friendly House, en välgörenhetsorganisation som hjälper kvinnor komma på fötter igen efter drogmissbruk. I en senare intervju med Larry King sade han: "Min fru, som jag älskade djupt, och som älskade mig, led av en sjukdom som vi inte gillar att prata om: alkoholism. Och hon fick ett tragiskt slut på grund av det".
Den 13 februari 2001 gifte sig Shatner med stallägaren Elizabeth Anderson Martin. Paret skilde sig i januari 2020 men har fortsatt träffats. På en gala 2023 kallade han henne fortfarande för sin fru.

### Vänskap
Shatner träffade och arbetade med Leonard Nimoy för första gången 1964 då de båda var gästskådespelare i avsnittet "The Project Strigas Affair" i TV-serien Mannen från UNCLE. Ungefär som deras karaktärer i Star Trek, hade skådespelarna en professionell rivalitet som utvecklades till en nära vänskap. Efter att Star Trek lades ner 1963 återförenades de med Star Trek: The Animated Series 1973 och medverkade också båda två i tävlingsprogrammet The $10,000 Pyramid och T.J. Hooker. 2016 avslöjade Shatner att trots deras långa och tillgivna relation så hade de inte pratat med varandra på fem år innan Nimoy dog 2015.

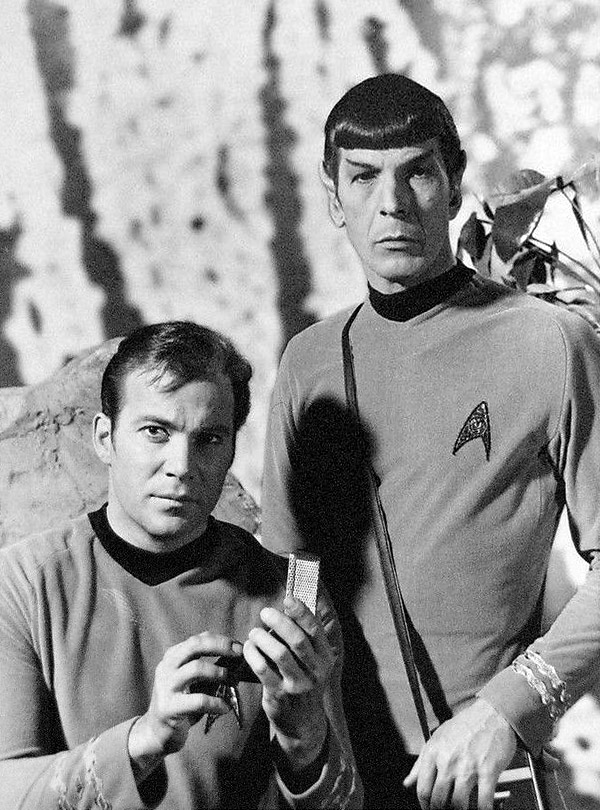
Shatner och Leonard Nimoy på ett pressfoto inför Star Trek (1966-1969).

I biografin Shatner berättade Nimoy om deras ömsesidiga rivalitet under Star Trek:
"Bill's [Shatner] energi var väldigt bra för mitt framträdande, för Spock kunde då vara den coola individen. Vår kemi var framgångsrik redan från början. Vi var väldigt tävlingsinriktade, med en syskonrivalitet ända upp hit, och efter att serien visats några veckor började brev trilla in om Spock, och när uttalanden kom ner från NBC: "Åh, ge oss mer av den killen! De älskar den killen!" Alltså, det kunde bli ett problem för en huvudroll som var anställd att vara stjärnan i serien."
Nimoy var också marskalk på Shatners bröllop med Elizabeth Anderson Martin. Under sitt tal sade han: "Bill Shatner lägger beslag på scenen? Nej. Inte den Bill Shatner jag känner". När Nimoy dog 2015, sade Shatner: "Jag älskade honom som en broder. Vi kommer alla sakna hans humor, hans talang och hans kapacitet att älska." Shatner hade inte möjlighet att gå på Nimoys begravning då han åtagit sig ett uppdrag för välgörenhet men hans dotter närvarade i hans ställe. Han höll sedan en minnesstund online.
I flera år har några av Shatners medarbetare från Star Trek anklagat honom för att vara svår att arbeta med, särskilt George Takei, Walter Koenig och James Doohan. I sin bok Star Trek Movie Memories bekräftade Shatner bitterheten som Koenig och Doohan kände mot honom då han var orolig över att arbeta med dem igen under inspelningen av Star Trek Generations (1994).
Takei skrev om sina spörsmål om Shatner i sin biografi To the Stars: The Autobiography of George Takei, Star Trek's Mr. Sulu (2004). Även så sent som 2023 bekräftade Takei i en intervju med brittiska The Sunday Times att tiden inte hade mildrat fientligheten mot sin forna kollega: "Shatner är en elak gammal fossil. Alla av oss har haft problem med honom... Det finns en fantasi om att Bill och Leonard var goda vänner, men vi vet bättre – privat uttryckte Leonard sin irritation över Bill. Bill är en egocentrisk självupptagen primadonna." Inför Shatners 94:e födelsedag 2025 skrev han dock på sina sociala medier: "För några få dagar sedan, firade Bill Shatner sin 94:e födelsedag – önskar honom fortsatt god hälsa och glädje. Lev länge och frodas, mina vänner."
Koenig har till skillnad från Takei låtit sin fientlighet mot Shatner tyglats med åren. Doohan har också under många år haft en fientlighet mot Shatner men vilket med åren utvecklats till en vänskap. Under 1990-talet gjorde Shatner många försök till att försonas med Doohan, utan att lyckas. Doohan var den enda av skådespelarna från Star Trek: The Original Series som vägrade ställa upp i en intervju inför Shatners bok Star Trek Memories (1993). Men i uppföljaren som utgavs året efter, Star Trek Movie Memories ställde han upp. I augusti 2004 gjorde Doohan sitt sista besök på en science fiction kongress då han var mycket sjuk i lungfibros (som han avled av året därpå), och rapporterade där om hur de båda blivit vänner under sina seniorår. En organisatör av sådan kongress säger sig ha vittnat när de blev vänner på densamma kongressen år 2003. De ska ha setts bakom scenen för att förlåta varandra och uttrycka sin kärlek för varandra och sedan kramas. Shatner ska ha bett organisatören att ordna så de kunde träffas för att rensa luften innan "det var försent".
Shatner har varit vän med skådespelaren Heather Locklear sedan 1982 då de båda var med i T.J. Hooker tillsammans. Då hon kombinerade arbetet där med att även ha en återkommande roll i såpoperan Dynastin (1981-1989) fick hon ofta frågan om det var svårt att hinna med det hektiska schemat det innebar. Hon sade i en intervju med Entertainment Tonight att arbeta med Shatner och de mycket erfarna skådespelarna i Dynastin kunde vara skrämmande, men att nervositeten också motiverade henne till att komma väl förberedd till inspelningarna. När T.J. Hooker slutade fortsatte Shatner att hjälpa Locklear med att hitta roller, och när hans fru Nerine Shatner dog 1999 var hon en stor tröst i hans sorg. De arbetade ihop igen i Boston Legal 2005 då Locklear var gästskådespelare i två avsnitt. I serien blev Shatners karaktär attraherad av Locklears karaktär då han försökte övertala henne att ställa upp som vittne. När hon i en intervju blev frågad om hur hon fick rollen svarade hon: "Jag älskar serien. Det är min favoritserie och jag sade ungefär, borde jag inte vara William Shatners utomäktenskapliga dotter eller hans kärleksintresse?"

### Arbete med hästar och filantropi

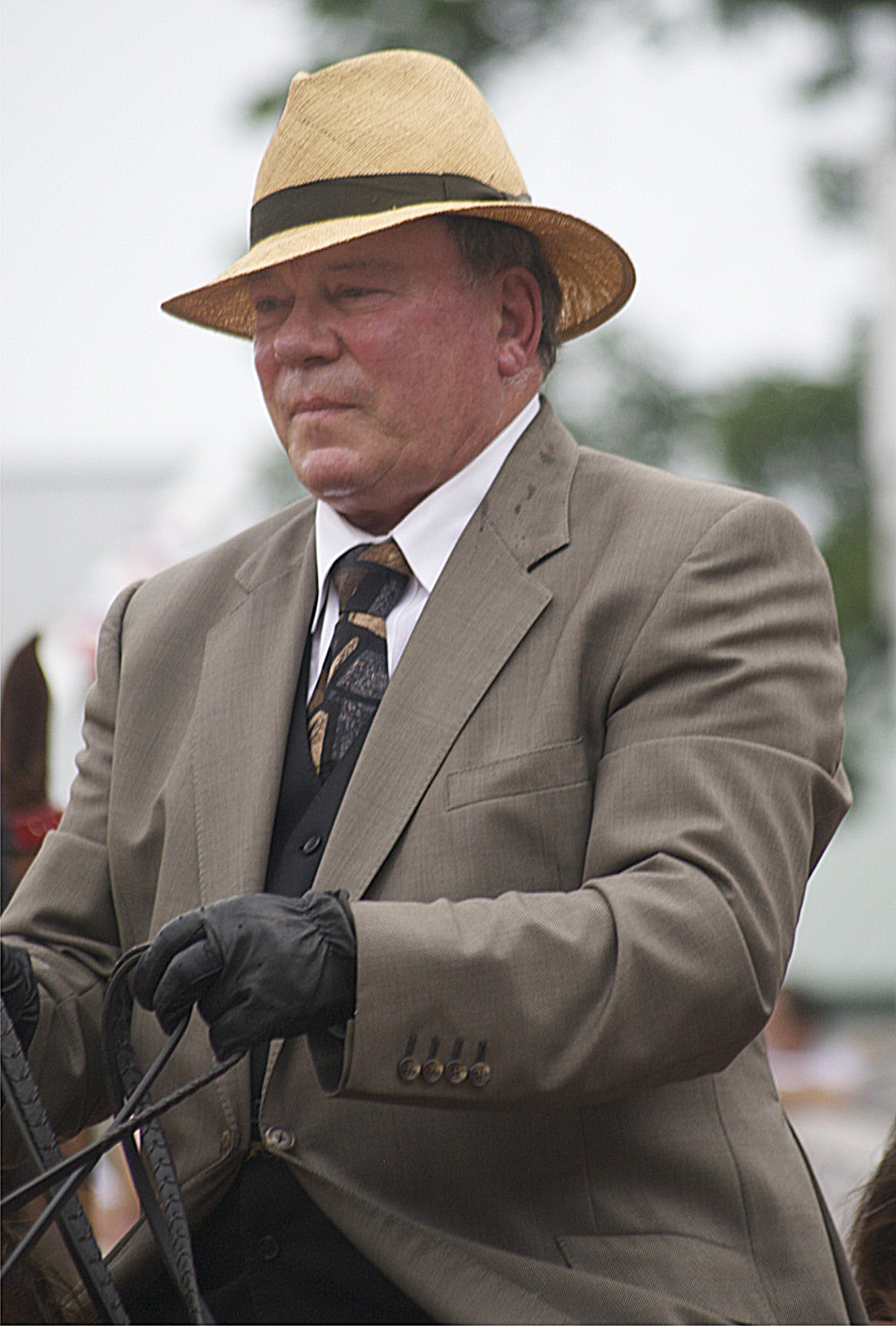
Shatner rider på en uppvisning 2011.

Shatner har som fritidsintresse att föda upp och ställa ut hästar av raserna American saddlebred och Quarterhäst. I filmen Star Trek: Generations (1994) red han på ett av sina egna ston döpt till Great Belles of Fire. Shatner äger en 150 hektar stor gård nära Versailles i Kentucky där han föder upp hästarna. Gården heter Belle Reve Farm (från franskans beau rêve vilket betyder "vacker dröm" – Belle Reve är även namnet på Blanche Dubois och hennes systers Stellas familjehem i Linje Lusta.) Tre av hans mest anmärkningsvärda hästar är Call Me Ringo, Revival och Sultan's Great Day som vunnit flera priser.
År 2018 belönades Shatner med ett Lifetime Achievement Award av National Reining Horse Association Hall of Fame. 2019 blev hans Amerikansk travare, Track Star världsmästare i en utställning på Kentucky State Fair World's Championship Horse Show i Louisville. Shatners välgörenhet är till största del kopplad till hästar, sedan 1990 är han en av de största donatorerna till Hollywood Charity Horse Show, vilka arrangerar en uppvisning där pengarna går till organisationer som arbetar med barn. Även hans gård arbetar i ett tätt samarbete med organisationen Central Kentucky Riding for Hope.
Shatner deltar också i Hollywood Home Games of the World Poker Tour där kändisar deltar i Poker och vinner pengar till deras favoritorganisation. När han 2006 fick reda på att en av hans tröjor från Star Trek hade sålts för 100 000 dollar försökte han sälja fler av sina saker till välgörenhet däribland en av hans bortopererade njurstenar som såldes för 25 000 dollar. Pengarna samt 20 000 dollar till som skådespelarna på Boston Legal samlade ihop gick till Habitat for Humanity.

## Filmografi

### Film
| År   | Titel                                              | Roll                     | Notering                            |
| ---- | -------------------------------------------------- | ------------------------ | ----------------------------------- |
| 1951 | The Butler's Night Off                             | Bov                      |                                     |
| 1957 | Oedipus Rex                                        | Kör                      |                                     |
| 1958 | Bröderna Karamazov                                 | Alexi Karamazov          |                                     |
| 1961 | Farlig ungdom                                      | Peter Gifford            |                                     |
| 1961 | Dom i Nürnberg                                     | Kapten Harrison Byers    |                                     |
| 1962 | Hetsaren                                           | Adam Cramer              |                                     |
| 1964 | Skändaren                                          | Predikaren               |                                     |
| 1966 | Incubus                                            | Marc                     |                                     |
| 1968 | Alexander the Great                                | Alexander den store      | TV-film, inspelad 1963              |
| 1968 | Comanche blanco                                    | Johnny Moon / Notah      |                                     |
| 1970 | Sole Survivor                                      | Lt. Col. Josef Gronke    | TV-film                             |
| 1970 | The Andersonville Trial                            | Lt. Col. Chipman         | TV-film                             |
| 1972 | The Hound of the Baskervilles                      | George Stapleton         | TV-film                             |
| 1972 | The People                                         | Dr. Curtis               | TV-film                             |
| 1973 | Incident on a Dark Street                          | Deaver G. Wallace        | TV-film                             |
| 1973 | The Horror at 37,000 Feet                          | Paul Kovalik             | TV-film                             |
| 1973 | Go Ask Alice                                       | Sam                      | TV-film                             |
| 1973 | Pioneer Woman                                      | Johnny Sergeant          | TV-film                             |
| 1974 | Indict and Convict                                 | Sam Belden               | TV-film                             |
| 1974 | Pray for the Wildcats                              | Warren Summerfield       | TV-film                             |
| 1974 | Impulse                                            | Matt Stone               |                                     |
| 1974 | Häftiga kurvor - stå på!                           | William J. Baxter        |                                     |
| 1974 | West Point on the Hudson                           | Berättare                | Dokumentär                          |
| 1975 | I satans klor                                      | Mark Preston             |                                     |
| 1975 | Patent Pending                                     | Berättare                | Dokumentär                          |
| 1976 | A Whale of a Tale                                  | Dr. Jack Fredericks      |                                     |
| 1976 | The Tenth Level                                    | Professor Stephen Turner | TV-film                             |
| 1976 | Botschaft der Götter                               | Berättare                | Dokumentär                          |
| 1977 | Mördarspindeln                                     | Dr. Robert 'Rack' Hansen |                                     |
| 1977 | Testimony of Two Men                               | Adrian Ferrier           | TV-film                             |
| 1977 | Challenge to Survive                               | Curt Benell              |                                     |
| 1978 | The Third Walker                                   | Munro Maclean            |                                     |
| 1978 | The Bastard                                        | Paul Revere              | TV-film                             |
| 1978 | Crash                                              | Carl Tobias              | TV-film                             |
| 1979 | Riel                                               | The Barker               | TV-film                             |
| 1979 | Disaster on the Coastliner                         | Stuart Peters            | TV-film                             |
| 1979 | Star Trek                                          | James T. Kirk            |                                     |
| 1980 | The Kidnapping of the President                    | Jerry O'Connor           |                                     |
| 1980 | The Babysitter                                     | Dr. Jeff Benedict        | TV-film                             |
| 1982 | Mördaren går ronden                                | Gary Baylor              |                                     |
| 1982 | Star Trek II – Khans vrede                         | James T. Kirk            |                                     |
| 1982 | Nu flyger vi ännu högre                            | Commander Buck Murdock   |                                     |
| 1984 | Secrets of a Married Man                           | Chris Jordan             | TV-film                             |
| 1984 | Star Trek III                                      | James T. Kirk            |                                     |
| 1986 | Star Trek IV – Resan hem                           | James T. Kirk            |                                     |
| 1988 | Broken Angel                                       | Chuck Coburn             | TV-film                             |
| 1989 | Star Trek V – Den yttersta gränsen                 | James T. Kirk            | Även regi och manus                 |
| 1991 | Star Trek VI – The Undiscovered Country            | James T. Kirk            |                                     |
| 1993 | Familj okänd                                       | Earl                     | TV-film                             |
| 1993 | Laddat vapen 1                                     | General Mortars          |                                     |
| 1994 | TekWar                                             | Walter Bascom            | TV-film                             |
| 1994 | TekLords                                           | Walter Bascom            | TV-film                             |
| 1994 | TekWar: TekLab                                     | Walter Bascom            | TV-film                             |
| 1994 | TekWar: TekJustice                                 | Walter Bascom            | TV-film                             |
| 1994 | Star Trek Generations                              | James T. Kirk            |                                     |
| 1995 | Trinity and Beyond                                 | Berättare                | Dokumentär                          |
| 1996 | Prisoner of Zenda, Inc.                            | Michael Gatewick         | TV-film                             |
| 1996 | Dead Man's Island                                  | Chase Prescott           | TV-film                             |
| 1998 | ...och frihet åt alla                              | Aidan Carvell            |                                     |
| 1998 | Free Enterprise                                    | Bill                     |                                     |
| 2000 | Miss Secret Agent                                  | Stan Fields              |                                     |
| 2001 | Falcon Down                                        | Major Robert Carson      |                                     |
| 2001 | Osmosis Jones                                      | Borgmästare Phlegmming   | Röstroll                            |
| 2001 | Mind Meld: Secrets Behind the Voyage of a Lifetime | Värd                     | Dokumentär                          |
| 2002 | Shoot or Be Shot                                   | Harvey Wilkes            |                                     |
| 2002 | Showtime                                           | Sig själv                |                                     |
| 2002 | American Psycho 2                                  | Robert Starkman          |                                     |
| 2002 | Groom Lake                                         | John Gossner             | Även regi och manus                 |
| 2004 | Dodgeball – En komedi som siktar lågt              | Domare                   |                                     |
| 2005 | Lil' Pimp                                          | Tony Gold                | Röstroll                            |
| 2005 | How William Shatner Changed the World              | Värd                     | TV-film, Dokumentär                 |
| 2005 | Miss Secret Agent 2                                | Stan Fields              |                                     |
| 2006 | Vilddjuren                                         | Gnun Kazar               | Röstroll                            |
| 2006 | På andra sidan häcken                              | Ozzie                    | Röstroll                            |
| 2006 | Stalking Santa                                     | Berättare                | Röstroll                            |
| 2007 | Fire Serpent                                       | ---                      | Enbart producent och manus, TV-film |
| 2008 | Nu fångar vi Tomtefar                              | Jultomten                | Röstroll                            |
| 2009 | Fanboys                                            | Sig själv                |                                     |
| 2009 | La véritable histoire du Chat Botté                | Mästerkatten i stövlar   | Röstroll                            |
| 2009 | William Shatner's Gonzo Ballet                     | Sig själv                | Dokumentär                          |
| 2010 | Quantum Quest: A Cassini Space Odyssey             | Core                     | Röstroll                            |
| 2011 | Horrorween                                         | Berättare                | Röstroll                            |
| 2011 | The Captains                                       | Sig själv / Värd         | Dokumentär, även regi och producent |
| 2012 | Get A Life!                                        | Sig själv / Värd         | Dokumentär, även regi och producent |
| 2013 | Escape from Planet Earth                           | General Shanker          | Röstroll                            |
| 2015 | William Shatner Presents: Chaos on the Bridge      | Sig själv / Värd         | Dokumentär, även regi och producent |
| 2015 | A Christmas Horror Story                           | Dangerous Dan            |                                     |
| 2015 | Being Canadian                                     | Sig själv                | Dokumentär                          |
| 2016 | A Sunday Horse                                     | Kenneth Roubidaux        |                                     |
| 2016 | When Elephants Were Young                          | Berättare                | Dokumentär                          |
| 2016 | Range 15                                           | Richard Chindler         |                                     |
| 2017 | Batman vs. Two-Face                                | Harvey Dent / Two-Face   | Röstroll                            |
| 2017 | The Truth is in the Stars                          | Sig själv / Värd         | Dokumentär                          |
| 2018 | Aliens Ate My Homework                             | Plantan Phil             | Röstroll                            |
| 2019 | Creators: The Past                                 | Lord Ogmha               |                                     |
| 2019 | To Your Last Death                                 | The Overseer             | Röstroll                            |
| 2019 | Devil's Revenge                                    | Hayes                    | Även manus                          |
| 2021 | Senior Moment                                      | Victor Martin            |                                     |
| 2022 | Eldsjäl                                            | Borgmästare Jimmy Murray | Röstroll                            |
| 2024 | William Shatner: You Can Call Me Bill              | Berättare / sig själv    | Dokumentär                          |
| 2024 | 765874 – Unification                               | James T. Kirk            | Kortfilm                            |

### TV
| År        | Titel                                            | Roll                                      | Notering                                                    |
| --------- | ------------------------------------------------ | ----------------------------------------- | ----------------------------------------------------------- |
| 1954      | The Canadian Howdy Doody Show                    | Ranger Bob                                |                                                             |
| 1955      | Encounter                                        | Lucky / Billy Budd                        | 2 avsnitt                                                   |
| 1957      | Studio One                                       | Olika roller                              | 5 avsnitt                                                   |
| 1958      | Alfred Hitchcock presenterar                     | Jim Whitely                               | Avsnitt: "The Glass Eye"                                    |
| 1958      | A Town Has Turned to Dust                        | Jerry Paul                                | TV-sänd pjäs                                                |
| 1958      | The Ed Sullivan Show                             | Robert Lomax                              | Avsnitt: "The World of Suzie Wong"                          |
| 1958      | Hallmark Hall of Fame                            | Romare                                    | Avsnitt: "The Christmas Tree"                               |
| 1959      | Nero Wolfe                                       | Archie Goodwin                            | Avsnitt: "Count the Man Down"                               |
| 1960      | Alfred Hitchcock presenterar                     | John Crane                                | Avsnitt: "Mother, May I Go Out to Swim?"                    |
| 1960      | Alcoa Presents One Step Beyond                   | Carl Bremer                               | Avsnitt: "The Promise"                                      |
| 1960-1963 | Twilight Zone                                    | Bob Wilson / Don Carter                   | 2 avsnitt                                                   |
| 1961      | Thriller                                         | Paul Graves / Gil Thrasher                | 2 avsnitt                                                   |
| 1961-1965 | Försvarsadvokaterna                              | Olika roller                              | 5 avsnitt                                                   |
| 1962      | Naked City                                       | Maung Tun / Roger Barme                   | 2 avsnitt                                                   |
| 1963      | Alcoa Premiere                                   | Doctor Lloyd                              | Avsnitt: "Million Dollar Hospital"                          |
| 1963      | The Nurses                                       | Dr. Adam Courtlandt                       | Avsnitt: "A Question of Mercy"                              |
| 1963      | Route 66                                         | Menemsha Faxon                            | Avsnitt: "Build Your Houses with Their Backs to the Sea"    |
| 1964      | The Outer Limits                                 | Brig. Gen. Jeff Barton                    | Avsnitt: "Cold Hands, Warm Heart"                           |
| 1964      | Mannen från UNCLE                                | Michael Donfield                          | Avsnitt: "The Project Strigas Affair"                       |
| 1964      | Burke's Law                                      | Arthur Reynolds                           | Avsnitt: "Who Killed Carrie Cornell?"                       |
| 1965      | Jagad                                            | Tony Burrell                              | Avsnitt: "Stranger in the Mirror"                           |
| 1965      | For the People                                   | David Koster                              | 13 avsnitt                                                  |
| 1965      | 12 O'Clock High                                  | Major Kurt Brown                          | Avsnitt: "I Am the Enemy"                                   |
| 1965-1969 | The Virginian                                    | Henry Swann / Luke Milford                | 2 avsnitt                                                   |
| 1966      | The Big Valley                                   | Brett Skyler                              | Avsnitt: "A Time To Kill"                                   |
| 1966      | Krutrök                                          | Fred Bateman                              | Avsnitt: "Quaker Girl"                                      |
| 1966      | Dr. Kildare                                      | Dr. Carl Noyes / Toby Cunningham, M.D.    | 6 avsnitt                                                   |
| 1966-1969 | Star Trek: The Original Series                   | James T. Kirk                             | 79 avsnitt                                                  |
| 1969      | Medical Center                                   | Dr. Eli Neily                             | Avsnitt: "The Combatants"                                   |
| 1970      | The F.B.I.                                       | Artie                                     | Avsnitt: "Antennae of Death"                                |
| 1970-1974 | Brottsplats: San Francisco                       | Bill Parkins / Don Brand / Marty Jessup   | 4 avsnitt                                                   |
| 1971      | Vanished                                         | Dave Paulick                              | 2 avsnitt                                                   |
| 1971-1972 | Owen Marshall, Counselor at Law                  | Gary / District Attorney Dave Blankenship | 2 avsnitt                                                   |
| 1971-1972 | På farligt uppdrag                               | Tommy Kroll / Joe Conrad                  | 2 avsnitt                                                   |
| 1972      | Hawaii Five-O                                    | Sam Tolliver                              | Avsnitt: "You Don't Have to Kill to Get Rich, but It Helps" |
| 1972      | The Sixth Sense                                  | Edwin Danbury                             | Avsnitt: "Can a Dead Man Strike from the Grave?"            |
| 1972      | Four Economic Functions of Capitalism            | Sig själv                                 | Dokumentärserie, 4 avsnitt                                  |
| 1973-1974 | Star Trek: The Animated Series                   | James T. Kirk                             | Röstroll, 22 avsnitt                                        |
| 1973-1974 | Taylor's Inner Space                             | Berättare                                 |                                                             |
| 1973      | Barnaby Jones                                    | Phil Carlyle / Fred Williams              | Avsnitt: "To Catch a Dead Man"                              |
| 1973      | Mannix                                           | Adam Langer                               | Avsnitt: "Search For a Whisper"                             |
| 1974      | The Six Million Dollar Man                       | Josh Lang                                 | Avsnitt: "Burning Brigh"                                    |
| 1974      | Flick Flack                                      | Värd                                      |                                                             |
| 1974      | Police Story                                     | Sgt. Bill Keitlinger                      | Avsnitt: "Love, Mabel"                                      |
| 1974      | Kung Fu                                          | Captain Brandywine Gage                   | Avsnitt: "A Small Beheading"                                |
| 1975      | The Rookies                                      | Luke Harris                               | Avsnitt: "The Hunting Ground"                               |
| 1975-1976 | Dubbelspel i väst                                | Jeff Cable                                | 14 avsnitt                                                  |
| 1976      | Columbo                                          | Ward Fowler                               | Avsnitt: "Fade in to Murder"                                |
| 1977      | The Oregon Trail                                 | Master Sgt. Buford Cole                   | Avsnitt: "The Scarlet Ribbon"                               |
| 1978      | Familjen Macahan                                 | Captain Harrison                          | 2 avsnitt                                                   |
| 1978      | Little Women                                     | Professor Friedrich Bhaer                 | Avsnitt: "Part II"                                          |
| 1982      | Police Squad!                                    | Poisoned Man                              | Avsnitt: "Revenge and Remorse (The Guilty Alibi)2           |
| 1982      | Madame's Place                                   | Self                                      | Avsnitt: "No Fun Without Practice"                          |
| 1982      | The Vegetarian World                             | Berättare                                 | TV-dokumentär                                               |
| 1982-1986 | T.J. Hooker                                      | Sergeant Thomas Jefferson "T. J." Hooker  | 90 avsnitt                                                  |
| 1985      | The Ray Bradbury Theater                         | Charles Underhill                         | Avsnitt: "The Playground"                                   |
| 1987      | The Search for Houdini                           | Värd                                      | TV-special                                                  |
| 1989-1996 | På liv och död                                   | Värd                                      | 186 avsnitt                                                 |
| 1992      | The Larry Sanders Show                           | Sig själv                                 | Avsnitt: "The Promise"                                      |
| 1993      | Seaquest DSV                                     | President Milos Teslo                     | Avsnitt: "Hide and Seek"                                    |
| 1993      | A Celebration of Horses: The American Saddlebred | Sig själv                                 | TV-special                                                  |
| 1994-1996 | TekWar                                           | Walter H. Bascom                          | 18 avsnitt                                                  |
| 1994      | Columbo                                          | Fielding Chase                            | Avsnitt: "Butterfly Shades of Grey"                         |
| 1995      | WWE Raw                                          | Sig själv, gäst                           | 2 avsnitt                                                   |
| 1996      | Star Trek: Deep Space Nine                       | James T. Kirk                             | Avsnitt: "Trials and Tribble-ations", arkivfoto             |
| 1996      | Fresh Prince i Bel Air                           | Sig själv                                 | Avsnitt: "Eye, Tooth"                                       |
| 1998      | Herkules                                         | Jason                                     | Röstroll, avsnitt: "Hercules and the Argonauts"             |
| 1999      | A Twist in the Tale                              | Berättare                                 | 15 avsnitt                                                  |
| 1999-2000 | Tredje klotet från solen                         | The Big Giant Head                        | 5 avsnitt                                                   |
| 2002      | Futurama                                         | Sig själv                                 | Röstroll, avsnitt: "Where No Fan Has Gone Before"           |
| 2003      | A Carol Christmas                                | Dr. Bob / Ghost of Christmas Present      | 2 avsnitt                                                   |
| 2003      | Space Ghost Coast to Coast                       | Sig själv                                 | Avsnitt: "In Memory of Elizabeth Reed"                      |
| 2004      | Advokaterna                                      | Denny Crane                               | 5 avsnitt                                                   |
| 2004-2008 | Boston Legal                                     | Denny Crane                               | 101 avsnitt                                                 |
| 2005      | Atomic Betty                                     | Jim Barrett                               | 2 avsnitt                                                   |
| 2005      | Invasion Iowa                                    | Star                                      | 10 avsnitt                                                  |
| 2005      | Star Trek: Enterprise                            | James T. Kirk                             | Avsnitt: "These Are the Voyages...", arkivfoto              |
| 2006      | Show Me the Money                                | Värd                                      | 7 avsnitt                                                   |
| 2006      | Comedy Central Roast of William Shatner          | Sig själv                                 | TV-special                                                  |
| 2007      | Everest '82                                      | Norman Kelly                              | 4 avsnitt                                                   |
| 2007      | Mars Rising                                      | Berättare                                 | 12 avsnitt                                                  |
| 2007      | WWE Hall of Fame                                 | Berättare                                 | TV-special                                                  |
| 2008-2011 | Shatner's Raw Nerve                              | Värd                                      | 39 avsnitt                                                  |
| 2010-2011 | $#*! My Dad Says                                 | Dr. Edison "Ed" Milford Goodson           | 18 avsnitt                                                  |
| 2010-2011 | Aftermath with William Shatner                   | Värd                                      | 12 avsnitt                                                  |
| 2010-2012 | Weird or What?                                   | Värd                                      | 30 avsnitt                                                  |
| 2010      | WWE Raw                                          | Sig själv, gäst                           | 1 avsnitt                                                   |
| 2011-2012 | Psych                                            | Frank O'Hara                              | 2 avsnitt                                                   |
| 2011      | Comedy Central Roast of Charlie Sheen            | Sig själv                                 | TV-special                                                  |
| 2012      | Rookie Blue                                      | Henry McLeod                              | Avsnitt: "The First Day of the Rest of Your Life"           |
| 2012      | Have I Got News for You                          | Värd                                      | 1 avsnitt                                                   |
| 2013      | Hot in Cleveland                                 | Sally                                     | Avsnitt: "It's Alive"                                       |
| 2013      | Oscarsgalan 2013                                 | James T. Kirk                             | TV-special                                                  |
| 2013      | Kelly Clarkson's Cautionary Christmas Music Tale | TV-chef                                   | TV-special                                                  |
| 2013      | The Captains Close Up                            | Värd / James T. Kirk                      | TV-special, även regissör                                   |
| 2014      | The Shatner Project                              | Sig själv                                 | 6 avsnitt                                                   |
| 2015      | WWE Breaking Ground                              | Berättare                                 | 10 avsnitt, Dokumentär                                      |
| 2015      | Murdoch Mysteries                                | Mark Twain                                | Avsnitt: "Marked Twain"                                     |
| 2015      | Haven                                            | Croatoan                                  | 4 avsnitt                                                   |
| 2015-     | Clangers                                         | Berättare                                 | Röstroll                                                    |
| 2016      | Cutthroat Kitchen                                | Sig själv                                 | Avsnitt: "The One With William Shatner"                     |
| 2016-2018 | Better Late Than Never                           | Sig själv                                 | 12 avsnitt                                                  |
| 2017      | My Little Pony: Vänskap är magisk                | Grand Pear                                | Röstroll, avsnitt: "The Perfect Pear"                       |
| 2017      | The Indian Detective                             | David Marlowe                             | 4 avsnitt                                                   |
| 2017-2019 | Private Eyes                                     | Norm Glinski                              | 2 avsnitt                                                   |
| 2019      | The Big Bang Theory                              | Sig själv                                 | Avsnitt: "The D&D Vortex"                                   |
| 2019      | Star Trek: Short Treks                           | James T. Kirk                             | Avsnitt: "Eraphim and Dot", arkivfoto                       |
| 2019-     | The UnXplained                                   | Värd                                      | 94 avsnitt                                                  |
| 2021      | WWE Hall of Fame                                 | Berättare                                 | TV-special                                                  |
| 2021      | WWE PPV                                          | Sig själv                                 | Avsnitt: "WrestleMania 37"                                  |
| 2021      | My Life Is Murder                                | Barton Wallwork                           | Avsnitt: "Sleep No More"                                    |
| 2021      | I Don't Understand with William Shatner          | Sig själv                                 |                                                             |
| 2021      | Shatner in Space                                 | Sig själv                                 | TV-special                                                  |
| 2022      | The Masked Singer                                | Knight                                    | 1 avsnitt                                                   |
| 2023      | Stars on Mars                                    | Sig själv                                 | 12 avsnitt                                                  |
| 2024      | Masters of the Universe: Revelation              | Keldor                                    | Röstroll, 5 avsnitt                                         |

## Diskografi

### Album
| År   | Titel                                                              | Bolag                       | Notering                                    |
| ---- | ------------------------------------------------------------------ | --------------------------- | ------------------------------------------- |
| 1968 | The Transformed Man                                                | Decca Records               |                                             |
| 1977 | William Shatner Live                                               | Lemli Records               | Livealbum                                   |
| 1996 | Spaced Out: The Very Best of Leonard Nimoy & William Shatner       | Universal Records           | Samlingsalbum tillsammans med Leonard Nimoy |
| 2004 | Has Been                                                           | Shout! Factory              |                                             |
| 2008 | Exodus: An Oratorio in Three Parts                                 | JMG/Jewish Music            | EP                                          |
| 2011 | Seeking Major Tom                                                  | Cleopatra Records           |                                             |
| 2013 | Ponder the Mystery                                                 | Cleopatra Records           |                                             |
| 2018 | Why Not Me                                                         | Heartland Records Nashville |                                             |
| 2018 | Shatner Claus                                                      | Cleopatra Records           |                                             |
| 2020 | The Blues                                                          | Cleopatra Records           |                                             |
| 2021 | Bill                                                               | Republic Records            |                                             |
| 2024 | So Fragile, So Blue                                                | Cleopatra Records           |                                             |
| 2024 | Where Will the Animals Sleep? Songs for Kids & Other Living Things | Cleopatra Records           |                                             |

### Fiktion
TekWar-serien tillsammans med Ron Goulart
- 1989 – TekWar
- 1991 – TekLords
- 1991 – TekLab
- 1993 – Tek Vengeance
- 1993 – Tek Secret
- 1994 – Tek Power
- 1995 – Tek Money
- 1996 – Tek Kill
- 1997 – Tek Net

Star Trek-serien (också känt som Shatnerverse) tillsammans med Judith och Garfield Reeves-Stevens
- 1995 – Star Trek: The Ashes of Eden
- 1996 – Star Trek: The Return
- 1997 – Star Trek: Avenger
- 1998 – Star Trek: Spectre
- 1999 – Star Trek: Dark Victory
- 2000 – Star Trek: Preserver
- 2002 – Star Trek: Captain's Peril
- 2003 – Star Trek: Captain's Blood
- 2006 – Star Trek: Captain's Glory
- 2007 – Star Trek: The Academy – Collision Course

### Facklitteratur
- 1989 – Captain's Log: William Shatner's Personal Account of the Making of "Star Trek V: The Final Frontier"
- 1993 – Star Trek Memories
- 1994 – Star Trek Movie Memories
- 1999 – Get a Life!
- 2002 – Star Trek: I'm Working on That: A Trek from Science Fiction to Science Fact
- 2008 – Up Till Now: The Autobiography
- 2011 – Shatner Rules
- 2016 – Leonard: My Fifty-Year Friendship with a Remarkable Man
- 2017 – Spirit of the Horse: A Celebration in Fact and Fable
- 2018 – Live long And ... : What I Might Have Learned Along the Way
- 2022 – Boldly Go: Reflections on a Life of Awe and Wonder